# 리게이라
리게이라(Righeira)는 이탈리아의 2인조 코미디 음악 그룹이다. 1983년 Vamos a la playa을 발표해 컬트적인 인기를 끌었다.
발표곡 L'estate sta finendo는 한 때 청춘행진곡의 시그널로 사용되었다.

## 멤버
- 스테파노 리기(1960년 ~ )
- 스테파노 로타(1961년 ~ )

## 기타
- 아예 대놓고 웃기려고 데뷔한 가수들인데 팀명부터 거짓말쟁이라는 뜻이다.

## 발표곡
- L'estate sta finendo(마지막 여름)
- No Tengo Dinero(난 돈이 없다)
- Vamos a la playa(해변으로 가자)